# Spechtenköpfe
Die Spechtenköpfe sind mehrere Gipfel des Lattengebirges in den Berchtesgadener Alpen, deren Hauptgipfel den Namen Spechtenkopf trägt und 1285 m ü. NHN liegt. Diesen Gipfel ziert ein Kreuz, das sowohl von Bad Reichenhall als auch von Bayerisch Gmain aus zu sehen ist. Die Gipfel liegen an der Gemeindegrenze zwischen Bayerisch Gmain (gleichnamige Gemarkung) und Bad Reichenhall (Gemarkung Forst Sankt Zeno).
Auf die Gipfel führen verschiedene Pfade, die sich auch zu einem Rundweg kombinieren lassen. Einer der Wege geht von Bayerisch Gmain aus über den Wappach und den Wappachkopf (800 m) zum Dötzenkopf (1001 m bzw. 1007 m = die dahinterliegende Kuppe).
Vom Spechtenkopf führt ein Pfad weiter bis zur Schlegelmulde zwischen Predigtstuhl (1613 m) und Hochschlegel (1688 m).
Nördlich unterhalb der Spechtenköpfe befand sich die inzwischen aufgelassene Spechtenalm.

## Stadtberglift
1955 wurde durch die Kölner Firma Pohlig ein Sessellift errichtet, der bis auf 900 m nördlich der Spechtenköpfe führte. Die Talstation befand sich am Heilig-Kreuz-Felsen südwestlich des Festplatzes an der Loferer Straße. Die Lifttrasse war etwa 1 km lang und überwand den Höhenunterschied in knapp zehn Minuten. Zwölf Stahlrohrmaste trugen das Stahlseil, an dem 72 Sessel der Umlaufbahn aufgehängt waren. Etwa 230 Personen konnten pro Stunde in einer Richtung befördert werden. Der Antrieb war in der Talstation untergebracht, an die Bergstation war ein Restaurant angeschlossen. Früher war der Sessellift ganzjährig in Betrieb und brachte neben Wanderern im Winter auch Skisportler auf den Berg. Ab der Bergstation konnte man den untersten Teil der ehemaligen Nordabfahrt vom Predigtstuhl befahren. Auch Patienten, denen eine Oertelsche Terrainkur verschrieben wurde, nutzten oft die Wanderwege im Bereich der Bergstation des Stadtberglifts. Diese sind Teil der Reichenhaller Höhenwege und führen auf das Thürmereck, den Dötzenkopf und die Spechtenköpfe. Ein Wanderweg verbindet die Bergstation mit der Talstation. Auf halber Wegstrecke befindet sich die Bildstöckl-Kapelle.
Nachdem der Stadtberglift mehrere Jahre nicht mehr in Betrieb war, wurde er in den 1990er Jahren abgerissen.